# Рогачёв, Михаил Иосифович
Михаил Иосифович Рогачёв — (9 января1920 — 10 октября 1943) — советский военнослужащий, участник Великой Отечественной войны, Герой Советского Союза.

## Биография
Родился в селе Подойниково ныне Панкрушихинского района Алтайского края в семье крестьянина. Русский. Образование: 7 классов. До воинской службы работал в транспортной экспедиции в Новосибирске. Член ВКП(б) с 1942 года.
В Красной Армии с 1940 года. В ноябре 1942 года был направлен из Амурской Краснознамённой флотилии во 2-ю гвардейскую армию, в составе которой принимал участие в отражении удара Манштейна «Зимняя гроза» по деблокаде войск 6-й армии Паулюса.
В должности командира взвода пешей разведки 9-го гвардейского стрелкового полка 3-й гвардейской стрелковой дивизии 2-й гвардейской армии Южного фронта 20 сентября 1943 года при прорыве немецко-фашистской обороны «Линия Вотана» на реке Молочная в районе села Пришиб (ныне в черте города Молочанска Запорожской области) младший лейтенант Михаил Рогачёв участвовал в танковом десанте. Подавил не менее двух огневых точек и уничтожил десятки гитлеровцев. Был ранен, но продолжал командовать взводом.
Погиб в бою 10 октября 1943 года. Похоронен в братской могиле в городе Молочанске.

## Память
Звание Героя Советского Союза присвоено 1 ноября 1943 посмертно. Награждён также орденом Ленина.
Навечно зачислен в списки воинской части.
Именем Героя названа улица в Бердске Новосибирской области, на которой установлена мемориальная доска.